# Север помнит
«Север помнит» (англ. The North Remembers) — первый эпизод второго сезона фэнтезийного сериала канала HBO «Игра престолов». Первый показ состоялся 1 апреля 2012 года. Сценарий написали создатели сериала и исполнительные продюсеры Дэвид Бениофф и Д. Б. Уайсс, а режиссёром стал повторяющийся режиссёр Алан Тейлор.
Название серии относится к восстанию Робба Старка, который провозгласил себя Королём Севера и Трезубца. Эта фраза часто используется в книгах в контексте предупреждения, аналогично фразе «Зима близко».
Пока война на горизонте, Семь Королевств становятся свидетелями развернувшейся войны королей. Мальчик-король Джоффри Баратеон (Джек Глисон) сидит на Железном Троне, руководствуясь жестокостью и коварством, в то время как его противник, Робб Старк (Ричард Мэдден) с Севера идёт на юг, чтобы отомстить за смерть его отца. Между тем брат покойного короля Роберта Баратеона, Станнис (Стивен Диллэйн), заявляет о себе как о претенденте на престол. Затем следует жестокий поиск и истребление бастардов Роберта Баратеона, в то время как королева настраивается на поиски пропавшей Арьи Старк, чтобы обменять её на любовника и брата Джейме, который теперь в плену у Старков.
Эпизод представил новых членов актёрского состава, включая упомянутого Стивена Диллэйна, Кэрис ван Хаутен в роли Мелисандры и Лиама Каннингема в роли «лукового рыцаря» Давоса Сиворта. Он также представил новые места действий, как выдуманных, так и реальных, самым заметным является город Дубровник, Хорватия, который служит в качестве столицы Семи королевств — Королевской Гавани.

## Сюжет

### На Драконьем камне
Старший из двух младших братьев покойного короля Роберта, Станнис Баратеон (Стивен Диллэйн), объявляет себя законным наследником Железного Трона. От своего двора на Драконьем камне он направляет письма во все уголки Семи Королевств, объявляющие, что Джоффри, Томмен и Мирцелла не являются настоящими наследниками Роберта, что они плоды инцеста Серсеи Ланнистер и её брата-близнеца Джейме. Станнис отказывается искать союза с Роббом или Ренли, как его умоляет сир Давос Сиворт (Лиам Каннингем), потому что он видит в них узурпаторов; Станнис настаивает на том, что они либо преклонят колени перед ним, либо будут уничтожены.
Мейстер Станниса, Крессен, озабочен решениями повелителя и особенно влиянием, которое оказывает на него жрица Мелисандра (Кэрис ван Хаутен). Находясь под влиянием Красной Жрицы и её бога, Владыки Света, Станнис даже обратил себя в новую религию и приказал сжечь статуи семи новых богов. Желая принести себя в жертву ради Станниса, Крессен подливает яд в чашку и просит Мелисандру испить из неё после того, как он это сделает. Он почти сразу умирает, а жрица выпивает всю чашу без вреда для себя.

### В лагере Старков
Король Севера Робб Старк (Ричард Мэдден) навещает своего пленника, Джейме Ланнистера (Николай Костер-Вальдау), сообщая тому, что получил письмо Станниса. Он предполагает, что инцест Серсеи и Джейме послужил причиной того, что его брат Бран стал калекой, а его отца убили. Робб также сообщает Джейме, что намерен отправить кузена Джейме, Алтона Ланнистера, который был схвачен Северной армией, в Королевскую Гавань с условиями мира. Его требования включают освобождение его сестёр, возвращение останков Эддарда и других северян для должного погребения и признание независимости Севера.
Хотя Робб трижды победил Ланнистеров на поле боя, он понимает, что в одиночку он не сможет их победить. Поэтому, хоть и нехотя, он соглашается отправить Теона Грейджоя (Альфи Аллен) к его отцу, лорду Бейлону Грейджою, чтобы убедить лорда Грейджоя присоединиться к ним со всеми военно-морскими силами Железных Островов. Кейтилин, его мать (Мишель Фэйрли), считает это плохой идеей. Она желает вернуться в Винтерфелл, чтобы быть с Браном и Риконом, но Робб просит её отправиться ко двору короля Ренли, чтобы вести переговоры о союзе. Кейтилин говорит Роббу, что его отец гордился бы тем, чего Робб достиг, но предупреждает, что Бейлону Грейджою не следует доверять.

### В Винтерфелле
Бран Старк (Айзек Хэмпстед-Райт) учится быть лордом Винтерфелла, пока его старший брат на войне. Ему снится странный сон, где он видит себя собственным лютоволком Летом, бегающим в богороще. На следующее утро он идёт туда с Ошей (Наталия Тена), которая расспрашивает Брана о его снах, но он игнорирует её вопросы. Они замечают комету в небе; Бран говорит, что люди утверждают, что это предзнаменование победы за ту или иную сторону в войне, но Оша настаивает на том, что это означает одно: драконы.

### За Стеной
Группа, вышедшая из Чёрного Замка, достигает Замка Крастера, поселения на некотором расстоянии к северу от Стены. Крастер (Роберт Пью) предоставляет информацию об одичалых и их лидере, Короле-за-Стеной Мансе-Налётчике, утверждая, что Манс собирает армию в горах, большую, чем любая армия к югу от Стены, и намерен двигаться на юг. Лорд-командующий Джиор Мормонт (Джеймс Космо) советует Джону Сноу (Кит Харингтон), который испытывает отвращение к тому, что дочери Крастера также являются его жёнами, вести себя спокойно.

### За Узким морем
С остатками кхаласара Дрого Дейенерис Таргариен (Эмилия Кларк) пересекает Красную Пустошь в надежде найти укрытие. Путь тяжёлый, её новорождённые драконы отказываются есть предлагаемое им мясо, а лошади умирают от усталости. Наконец Дейенерис посылает всадников на оставшихся лошадях исследовать пустыню в трёх различных направлениях.

### В Королевской Гавани
Во время турнирных боёв в честь празднования дня именин короля Джоффри (Джек Глисон), Санса Старк (Софи Тёрнер) спасает жизнь пьяницы сира Донтоса, убеждая Джоффри сделать из него шута, вместо того, чтобы убить его. Празднества были прерваны Тирионом Ланнистером (Питер Динклэйдж), который возвращается в столицу, чтобы выступить в качестве Десницы Короля вместо своего отца. Серсея (Лена Хеди) зла по этому поводу, но принимает новую ситуацию после того, как её брат Тирион уверяет её, что он будет только советником. Когда Тирион узнаёт, что Серсея позволила Арье сбежать после казни её отца, он отчитывает её за потерю ценного заложника, так как он планировал обменять двух девочек на Джейме.
Король Джоффри спрашивает у своей матери о слухах, которые породили письма Станниса. После этого Городская стража убивает всех незаконнорождённых детей короля Роберта, которых она может найти, хотя неясно, кто отдаёт им приказ. Джендри (Джо Демпси), один из бастардов короля Роберта, уже за городом, а его бывший мастер-кузнец рассказывает страже, что он в караване, направляющемся к Стене. Скрытая от Ланнистеров, Арья (Мэйси Уильямс) тоже путешествует с караваном.

## Производство

### Сценарий
Сценарий к эпизоду был написан продюсерами Дэвидом Бениоффом и Д. Б. Уайссом, основанный на оригинальной работе Джорджа Р. Р. Мартина. Так как второй сезон покрывает большую часть «Битвы королей», вторую книгу из серии, первый эпизод адаптирует материал из первых глав книги, включая Пролог, Санса I, Тирион I, Бран I, Кейтилин I, Давос I, первую часть Дейенерис I и Джон III (главы 1, 3-5, 7, 10, 12 и 23). Две главы из начала книги уже были включены в финал первого сезона, в то время как история Джона Сноу идёт дальше.

### Кастинг
Эпизод представляет нескольких именитых персонажей, в частности Станниса Баратеона (Стивен Диллэйн), сира Давоса Сиворта (Лиам Каннингем) и Мелисандру (Кэрис ван Хаутен). Трое из них представляют новую сюжетную линию, которая переплетается с главным сюжетом, так как сезон прогрессирует. Другие повторяющиеся персонажи, представленные в этом эпизоде, это пьяный рыцарь сир Донтос Холлард (Тони Уэй), пленник Старков Алтон Ланнистер (Карл Дэвис), оппонент Мелисандры мейстер Крессен (Оливер Форд Дэвис), сын Давоса Маттос Сиворт (Керр Логан), член Ночного Дозора «Скорбный» Эдд (Бен Кромптон), одичалый Крастер (Роберт Пью) и его дочь и жена Лилли (Ханна Мюррей).
Эпизод также подчёркивает включение нескольких повторяющихся актеров в основной состав. Джон Брэдли возвращается в роли друга Джона Сноу Сэма Тарли, Джеймс Космо в роли лорда-командующего Ночного Дозора Джиора Мормонта, Джером Флинн в роли хитрого слуги Тириона Бронна, Сибель Кекилли в роли наложницы Тириона Шаи, Конлет Хилл в роли евнуха Вариса. Питер Динклэйдж берёт место Шона Бина во вступительных титрах, его теперь указывают первым. С тех пор как персонаж Бина был убит в конце предыдущего сезона, Динклэйдж в шутку пожелал, чтобы он хоть какое-то время был указан в титрах первым.

### Места съёмок

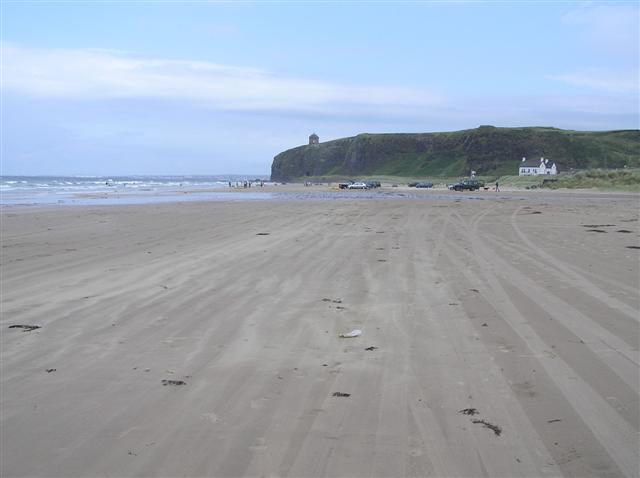
Берег Даунхилл использовали, чтобы представить пляж острова Драконий камень, где статуи Семерых были сожжены.

Производство продолжило использовать студии The Paint Hall как штаб съёмок и Северно-ирландские ландшафты для многих наружных съёмок. Сожжение Семерых было снято на пляже Берега Даунхилл. Замок Крастера за Стеной был построен в лесу в поместье Кландебой. Заключительная сцена, с караваном, движущимся на север по Королевскому тракту, везущим Арью в Винтерфелл и внебрачного сына Роберта Баратеона Джендри в Чёрный Замок, была снята в «Тёмных изгородях», на аллее угловатых буковых деревьев возле Армоя, графстве Антрим.

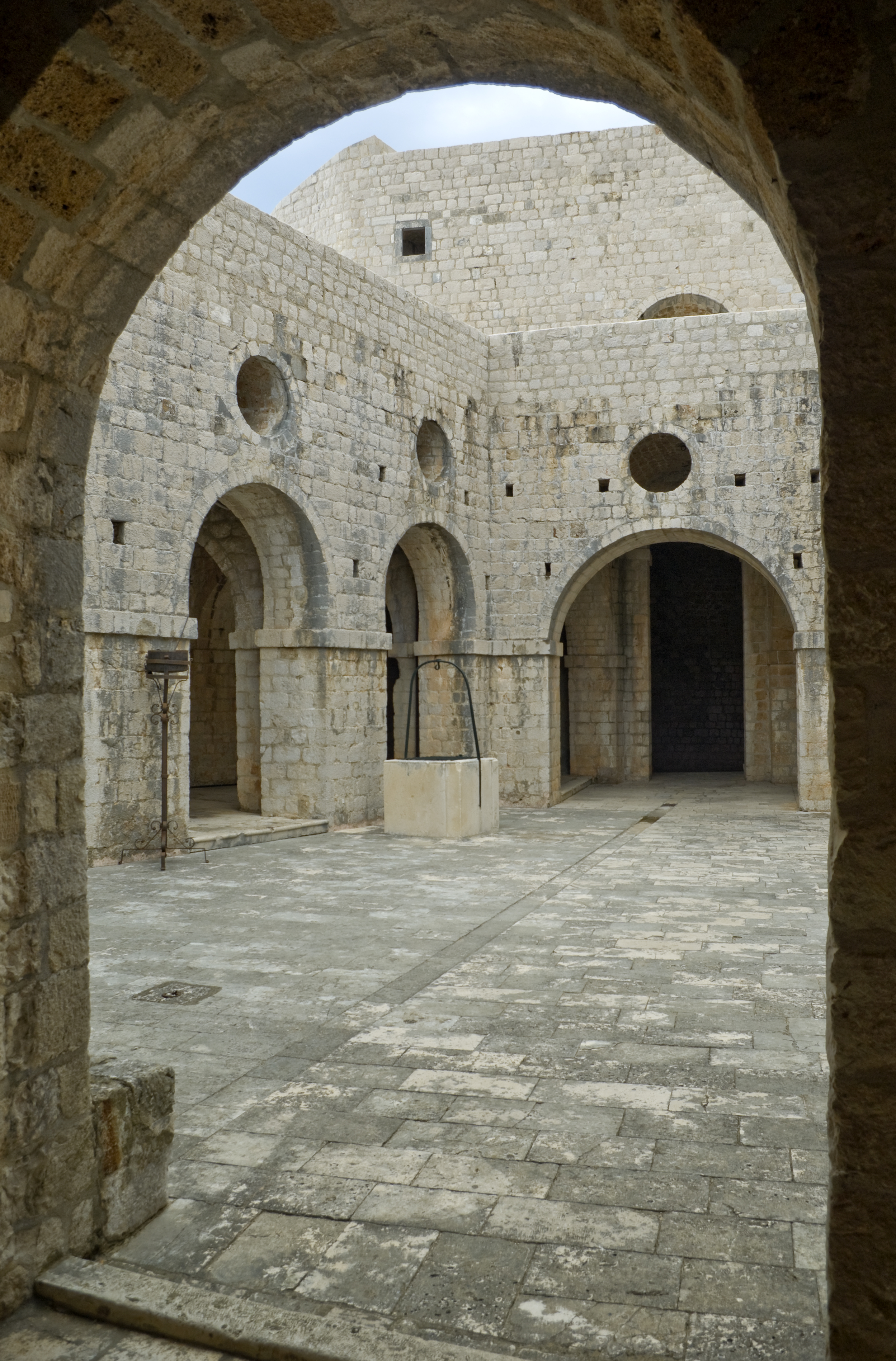
Турнир в честь дня именин Джоффри был снят в форте Ловриенац.

Для наружных съёмок столицы Королевской Гавани, в роли которой раньше снимали Мальту на протяжении всего первого сезона, на этот раз используют хорватский город Дубровник. Известный как Жемчужина Адриатики, город оказался хорошим представлением Королевской Гавани, так как у него есть много общих характеристик с вымышленной столицей: он имеет хорошо сохранившийся средневековый вид, высокие стены и море возле него. Согласно Дэвиду Бениоффу, исполнительному продюсеру шоу, «В ту минуту, как только мы начали ходить вокруг стен города, мы знали, что это оно. Вы читаете описание в книге и вы идёте в Дубровник и вот собственно город. У него сияющее море, солнце и красивая архитектура».
Первая сцена эпизода, изображающая празднование дня именин короля Джоффри, была снята в форте Ловриенац в Дубровнике (также называемый крепость Святого Лоуренса). Поздние дискуссии о природе власти между Серсеей и Мизинцем также происходили на его крыльце, последняя сцена с убийством бастардов была снята в Старом Городе Дубровника у его знаменитых стен.

## Реакция

### Рейтинги
Обзор эпизода во время его первого вещания в США составил 3.858 миллионов зрителей. С учётом повторных показов ночью, количество зрителей составило 6.3 миллиона.

### Реакция критиков
Мэтт Фоулер из IGN дал эпизоду 9 баллов из 10. The A.V. Club дал эпизоду оценку B+. Алан Сепинуолл, который рассматривал эпизод для HitFix, назвал его «Великим началом. Смешной в некоторых местах, страшный в остальных, никогда не отворачивался от жестокости этого мира и этой войны».